# Перренат рубидия
Перрена́т руби́дия — неорганическое соединение, 
соль щелочного металла рубидия и рениевой кислоты 
с формулой RbReO4, 
бесцветные кристаллы, 
слабо растворяется в воде.

## Получение
- Обменная реакция с перренатом натрия или рениевой кислоты:

{\displaystyle {\mathsf {NaReO_{4}+RbCl\ {\xrightarrow {}}\ RbReO_{4}\downarrow +NaCl}}}
{\displaystyle {\mathsf {HReO_{4}+RbCl\ {\xrightarrow {}}\ RbReO_{4}\downarrow +HCl}}}

## Физические свойства
Перренат рубидия образует бесцветные кристаллы тетрагональной сингонии, пространственная группа I 41/a, параметры ячейки a = 0,5903 нм, c = 1,3167 нм, Z = 4,
структура типа вольфрамата кальция.
Слабо растворим в воде.